# Felice Vecchione
Felice Vecchione (Waiblingen, 22 januari 1991) is een Italiaans-Duits voormalig voetballer die doorgaans speelde als rechtsback. Tussen 2009 en 2018 speelde hij voor VfB Stuttgart II voor Sonnenhof Großaspach.

## Clubcarrière
Vecchione werd geboren in het Duitse Waiblingen en speelde al snel voor de regionale amateurclubs SV Fellbach en FSV Waiblingen, voordat hij opgenomen werd in de jeugdopleiding van Stuttgarter Kickers. Die club verliet hij in 2005, toen hij bij de jeugd van VfB Stuttgart ging spelen. Na vier jaar opleiding werd de verdediger opgenomen in de belofteselectie. In 2013 liep zijn contract daar af. Na een niet al te succesvolle stage bij VfL Osnabrück (al scoorde hij wel een doelpunt tegen Lüneburger SV), tekende Vecchione voor één jaar bij Sonnenhof Großaspach. Uiteindelijk zou dit ene jaar er vijf worden. Het laatste tweeënhalve seizoen moest Vecchione missen door blessureleed. In de zomer van 2018 liet hij Sonnenhof Großaspach achter zich. Hierna besloot hij op 27-jarige leeftijd een punt te zetten achter zijn actieve loopbaan.